# منى أبو سليمان
منى عبد الحميد أبو سليمان (16 مايو 1973)، إعلامية سعودية. ظهرت من خلال شاشة ام بي سي 1 كمقدمة في برنامج كلام نواعم، وإختيرت كسفيرة للنوايا الحسنة للأمم المتحدة في السعودية.
درست وأكملت جميع مواد وامتحانات شهادة الدكتوراة في الأدب الإنجليزي لكن لم تكمل الرسالة بجامعة الملك سعود
والأمين العام لمؤسسة الوليد بن طلال الخيرية - سابقاً 

## مسيرتها
أطلقت مُنى أبو سليمان خلال مسيرتها المهنية الممتدة لما يزيد على ستة عشر (16) عامًا شركات ومؤسسات وأعمال عديدة. وتحظى السيدة منى بشهرة دولية وصفها خبيرةً في مجالات العمل الخيري، والإدارة، والتعليم، والتنمية المستدامة، والاتصالات، وتمكين المرأة.
كما تصدرت مُنى أبو سليمان العديد من المجلات والدوريات التي صنفتها ووضعتها في طليعة أكثر النساء تأثيرًا على الصعيدين العربي والإسلامي لعدة سنوات متتالية من عام 2009 وحتى عام 2015.
ونظرًا لكونها شخصية عامة وإعلامية، فقد تصدت مُنى للعديد من القضايا وتناولت الكثير من الموضوعات ذات الصلة بالمجتمع، وحقوق المرأة، والتنمية، والإعلام، وبناء جسور التفاهم والتواصل بين الشرق والغرب. وفي عام 2004، منح المنتدى الاقتصادي العالمي السيدة مُنى لقب «قائدة شابة».
وفي عام 2007، أصبحت مُنى أول امرأة سعودية يتم تعيينها سفيرةً للنوايا الحسنة من قبل برنامج الأمم المتحدة الإنمائي.
وفي عام 2007، حازت السيدة مُنى على جائزة العلاقات الإقليمية والدولية من معهد جائزة الشرق الأوسط للتميز.
وفي عام 2009، تم اختيارها من بين النساء المسلمات الأكثر تأثيرًا في العالم. (مُدرَج قائمة بالجوائز العديدة التي حصلت عليها).
تصدرت العديد من عناوين الأخبار، وشاركت كمتحدثة في منتدى دافوس الاقتصادي العالمي، ومنتدى جدة الاقتصادي، ومجلس القادة المائة للحوار بين الغرب والعالم الإسلامي التابع للمنتدى الاقتصادي العالمي، ومؤتمرات مؤسسة بروكينغز.
وتشغل مُنى أبو سليمان عضوية المجلس الاستشاري لصندوق المرأة المسلمة الذي يهدف إلى تعزيز مكانة النساء المسلمات، ومساعدة الأُسر والمجتمعات. وهي أيضًا عضو في منظمة سوليا التي تركز جهودها لتحسين التواصل بين الشرق والغرب من خلال التعليم الجامعي. كما تشغل مُنى أبو سليمان منصبًا في المجلس الاستشاري ل موقع ميدان، وهو موقع عالمي رائد لخدمات ترجمة المحتوى للغة العربية. كما تعمل مُنى منذ عام 2004 مديرةً متطوعةً في جمعية أصدقاء المملكة العربية السعودية، ولا تزال عضوًا في رابطة الإعلاميين السعوديين. وانضمت مؤخرًا إلى المجلس الاستشاري لكل من «مشروع الأسر المسالمة» و«مؤسسة أنظمة إدارة التعليم العالمية» GEMS Schools.

## السنوات الأولى
ولدت مُنى في مدينة فيلادلفيا بولاية بنسلفانيا الأمريكية بتاريخ 16 مايو، 1973، حيث كان يُحَضِر والدها الدكتور عبد الحميد أبو سليمان لنيل شهادة الدكتوراه عن أُطروحة في العلاقات الدولية من جامعة بنسلفانيا. ومنذ سنواتها الأولى في التعليم وصولًا للجامعة والدراسات العليا، تنقلت مُنى أبو سليمان بين المملكة العربية السعودية، وماليزيا، والولايات المتحدة، بناءً على عمل والدها الدكتور عبد الحميد، الذي يُعتبر مفكراً إسلامياً ذائع الصيت في المملكة العربية السعودية والعالم الإسلامي.
وفي مقابلةٍ لها مع موقع جريدة عرب نيوز التي تصدر بالإنجليزية قالت مُنى: «من أجمل فترات حياتي، هذان العامان اللذان قضيتهما في كوالالمبور، حيث عايشت الثقافة الثرية وشاهدت عن كثب تعايش الهنود والصينيين والماليزيين في سلام ووفاق. لقد ساعدتني الحياة في الخارج وتعمقي في الثقافات المختلفة على رؤية الأمور من منظور آخر وتكوين آراء ووجهات نظر ترتكز على التجارب والخبرات، ويرجع الفضل في ذلك لعائلتي التي منحتني هذه الفرصة لتكوين شخصيتي».

## الخلفية التعليمية
- ماجستير في الأدب الإنجليزي، من جامعة جورج ماسون بولاية فيرجينيا، الولايات المتحدة الأمريكية (1996)
- بكالوريوس الآداب في الأدب الإنجليزي، من جامعة جورج ماسون بولاية فيرجينيا، الولايات المتحدة الأمريكية (1995)

## المسيرة المهنية
شغلت مُنى أبو سليمان العديد من المهام والوظائف طوال مسيرتها المهنية، حيث عملت في مجال الإعلام، والموضة والأزياء، والتعليم، والعلاقات العامة، والتنمية الدولية، وتنمية المجتمع.

### مؤسسة الوليد بن طلال 2005-2011
بدأت مُنى العمل في شركة المملكة القابضة المملوكة ل الأمير الوليد بن طلال، حيث شغلت منصب المدير التنفيذي للدراسات الاستراتيجية والمبادرات البحثية. وفي هذا الشأن، تحدثت مُنى باسمة عن تأثير الوليد بن طلال «عندما التحقت بالشركة لأول مرة، طلبت من سموه الحصول على بعض التدريب في المجال التنفيذي حيث لم تكن لدي الخبرة في هذا المجال، لذلك تم إرسالي للحصول على بعض الدورات التدريبية». وتضيف مُنى: «لكنني أدركت لاحقًا أن العمل معه كان التدريب التنفيذي الحقيقي بالنسبة لي».
ساهمت في وضع اللبنات الأولى للمؤسسة حتى أضحت كيانًا كبيرًا وتقلدت منصب السكرتير العام ومنصب المدير التنفيذي. وتنوعت أدوارها في المؤسسة بين إدارة الأنشطة اليومية للأبحاث، وإدارة الموازنة، ووضع أهداف طويلة الأمد للمؤسسة.
وركزت بشكل أساسي على أربعة مجالات؛ تعزيز الحوار بين الشرق والغرب، وتمكين المرأة، وتخفيف حدة الفقر، والتعافي من الكوارث. بحسب مُنى نفسها كان الأمر يتعلق بوجود كثير من الخيارات لقضاء الوقت «الأمر يعود إلى إدارة الوقت، فإذا كان لديكِ وقت محدود وتقومين على رعاية طفلين وتتحملين مسؤولية مسارين مهنيين شاقين، حينها سيكون الاستمرار صعبًا كما هو الحال بالنسبة لي. ومن هذا المنطلق، كان عليّ اتخاذ قرار، هل أكتفي بالحديث عن التغيير أم أقوم بالتغيير.»
في عام 2006، أخذت مُنى على عاتقها مهمة بناء مؤسسة الوليد بن طلال، المعروفة سابقًا باسم مؤسسة المملكة. وهذه المؤسسة هي الذراع الخيرية لشركة المملكة القابضة.

### الحوار بين الإسلام والغرب
وصفت مُنى عملها في هذا المجال في المؤتمر السنوي لصناع القرار العربي- الأمريكي، حين قالت "نحن نعمل في مجال الحوار بين الإسلام والغرب، الذي يُعد أحد أهم المجالات على الإطلاق. وهناك أربعة أقسام داخل المؤسسة تتعامل مع هذه القضية وقد ساعد ذلك في رأب الفجوة بين الإسلام والغرب وبناء جسور من التفاهم من خلال المؤسسات الأكاديمية. فالأمر كله يتمحور حول تفعيل وتعزيز العمل الأكاديمي الفكري والموضوعي وافساح المجال له لإضفاء الوعي والمنطق على المناقشات الجارية في هذا الإطار، حيث لمسنا غياب ذلك في آخر ثماني سنوات. كما نقوم كذلك بتمويل الكثير من المبادرات مثل هذا المؤتمر، وتنظيم المجلس الوطني للعلاقات العربية الأمريكية، وأيضًا توفير التمويل لمؤتمرات تجمع الحاخامات اليهود والأئمة المسلمين، وبعض المبادرات على مستوى القيادات بين الجانبين الإسلامي والغربي لجلوسهم على طاولة واحدة. وكانت بعض الاجتماعات معلنةً والبعض الآخر غير معلن.
يمثل إلقاء المحاضرات في الجامعات في أمريكا وأوروبا جانبًا هامًا ورئيسيًا من عملها، حيث تحرص مُنى على محو وإزالة سوء الفهم المتبادل بين الغرب والعالم الإسلامي، وألقت محاضرة أمام جامعة ييل، حيث تحدثت عن سوء فهم الغرب للإسلام.

### تمكين المرأة
ذكرت مُنى في مقال لها على موقع arabianbusiness.com أن تغيير أوضاع المرأة للأفضل وتمكينها، سيُغير من أوضاع الأسرة بأكملها، وذكرت أيضًا أن أُسرة الأمير الوليد بن طلال تؤمن بأن تشجيع ودعم المرأة وإطلاق المبادرات النسائية يُعد مقياسًا ومعيارًا للتقدم الملموس في أي دولة. ومن هذه الرؤية ينبع دعمها القوي لتمكين المرأة في العالم بصفة عامة، وفي المملكة العربية السعودية على وجه الخصوص. وأشارت مُنى عند حديثها عن الأمومة، إلى أنه يجب على الأمهات الإشارة إلى سنوات رعايتهن لأطفالهن عند التقدم للحصول على وظيفة، وأن تُؤخذ هذه السنوات بعين الاعتبار. وبدلًا من العمل كموظفة مبتدئة أو متدربة، يمكن للمرأة البدء بوظيفة مساعد مدير براتب محدد، وبررت ذلك بقولها أنّ المرأة تكتسب خبرة كبيرة من رعاية الأطفال، وتتزود بمهارات متنوعة مثل الصبر، وإنجاز مهام متعددة في آنٍ واحد، وحُسن الإدارة، وهي أمور لا يجب أن يغفلها أصحاب العمل وأن يقدموا المقابل المادي اللائق بمثل هذه الخبرات.
وفي لقاء لها مع جريدة سعودي جازيت، قالت مُنى "يجب على الفتيات أن يَعِينَ ويتأكدن من أنه ليس هناك سقف لطموحاتهن وقدراتهن، وأنه بإمكانهن العمل بجد من أجل تحقيق الرضا والسعادة وبناء حياة زوجية وإنجاب الأطفال وتنشئتهم. 

وتحدثت مؤخرًا أمام مؤتمر «تيد إكس البحر الميت» TEDxDead Sea ، حيث ناقشت نظريتها المتعلقة بسُبل وإمكانية تغيير النُظُم والأساليب غير الملائمة من أجل تمكين المرأة بشكلٍ أفضل، ومساعدتها على العمل وتكوين أسرة وتحقيق الاستقلالية، شريطة ألا يقوم هذا النظام الجديد ببعث واحياء ومحاكاة النماذج الإسلامية التقليدية التي ظلمت وقهرت المرأة وأغفلت فهم طبيعتها، ولا تلك النماذج الغربية التي لم تقدم للمرأة ما كانت تحتاجه، ولكن ينبغي تطوير هذا النظام الجديد ليوفر حياة أفضل للجميع.

## كلام نواعم
أسست مُنى أبو سليمان وشاركت كمذيعة في البرنامج الاجتماعي كلام نواعم على تلفزيون إم بي سي MBC، في الفترة من 2002 إلى 2008، ثم حلت محلها هبة جمال مصممة الأزياء السعودية. ثم عادت وإستكملت تقديم البرامج في عام 2012 وحتى الآن، وتركز جُل اهتمامها على الجوانب الاجتماعية من البرنامج والذي تحاول من خلاله نقل الرسالة إلى المشاهد بأفضل طريقة ممكنة.
كانت مُنى أول امرأة سعودية تظهر على شاشة تلفزيون دولي. وجه ذلك بنقد ورفض لحد أنها تلقت تهديداتٍ بالقتل بعد حلقة قدمتها وانتقدت فيها سلوكيات المسلمين المتشددين.
وفي معُرِضْ وصفها للنجاح الذي حققه البرنامج والتغييرات التي أحدثها في العالم العربي، روت مُنى قصة طفل تعرض للإيذاء الجسدي وكيف أدى تناول هذه المشكلة في البرنامج إلى اتخاذ الإجراءات التشريعية التي تُعَنى وتكفل حماية حقوق الطفل والدفاع عنها.

## الحياة الشخصية
تشارك مُنى رعاية طفليها مع زوجها السابق. وفي لقائها مع جريدة سعودي جازيت، ذكرت مُنى أنها تطبق قاعدة «لا للتلفاز» في المنزل طوال أيام الأسبوع.

## الجوائز والتقديرات
- 2004 اختيرت كاحدى القيادات الشابة من قبل المنتدى الاقتصادي العالمي.[12]
- •	2005 تم تعيينها بمنصب سفيرة للنوايا الحسنة برنامج الأمم المتحدة الإنمائي في السعودية.[13]
- 2007 حازت على جائزة السيدة الرائدة وسيدة أعمال الشرق الأوسط من معهد جائزة الشرق الأوسط للتميز.[14]
- 2009 دخلت قائمة 500 سيدة الأكثر تاثيرا بالعالم الإسلامي.[15]
- 2009 قائمة 100 سيدة الأكثر تأثيراً في العالم العربي.[16]
- 2009 الزمالة العالمية من جامعة ييل بالولايات المتحدة.[17]
- 2010 جائزة كولين مورلي.[18]
- جائزة أفضل مؤثرة في تويتر لعام 2019.[19]

## وصلات خارجية
- الموقع الرسمي